# 查卡揚區
查卡揚區（西班牙語：Distrito de Chacayán），是秘魯的一個區，位於該國中部帕斯科大區的丹尼爾阿爾西德斯卡里翁省，始建於1918年12月30日，面積198.58平方公里，海拔高度3,357米，2005年人口2,553，人口密度每平方公里13人。